# 勒滕山 (薩爾茲卡默古特山脈)
47°56′41″N 13°23′11″E / 47.944822°N 13.386372°E
勒滕山（德語：Die Röten），是奧地利的山峰，位於該國北部，由上奧地利州負責管轄，屬於薩爾茲卡默古特山脈的一部分，處於弗蘭肯馬克特和阿特高地區魏森基興附近，海拔高度819米，